# Каракачани
Каракача́ни (грец. Σαρακατσάνοι, болг. каракачани, каракацани, саракацани, влахи — назва греків) — етнічна група на Балканах у Південно-Східній Європі.

## Походження етнонімукаракачани
Існує декілька теорії щодо етимології етноніму каракачани (саракацани).
Найвірогідніша пов'язує назву етнічної групи зі словосполученням s турецької мови karakaçan (kara «чорний» + kaçan «втікач»), тобто разом «ті, що втекли на цілину» . Однак, перший елемент етноніма kara «чорний» можна екстраполювати і до темного одягу каракачанів, який ті традиційно носили на знак журби з нагоди падіння Константинополя і загарбання його отоманцями (так само кара турки називали каракачанів). В такому разі каракачани — «втікачі у темному вбранні».
Ще за однією версією походження етноніму каракачани він також є екзонімом — походить з аромунської мови -слово sarac-tsani аромунською означає «жебрак».

## Територія проживання і чисельність
Каракачани проживають у гірських районах Греції (Фесалія, Македонія, Епір, Пелопонес) — понад 10 тисяч чоловік, у південно-західній Болгарії, де перепис населення 2001 року нарахував їх 4107 чоловік та у Македонії.

Прапор каракачанів Болгарії

Однак про точну чисельність каракачанів судити складно, адже в Греції вони лічаться як греки, також часто каракачанів не розрізняють від близьких аромунів. За припущеннями чисельність каракачанів у Болгарії, де успішно діють і розвиваються каракачанські общини і громади (одна з найбільших Слівені) може сягати 20 тис. чоловік.

## Мова, віра та історія
Каракачани розмовляють діалектом новогрецької мови, що зберіг дуже давні елементи. За віросповіданням — православні.
Щодо етногенезу каракачанів серед учених-етнографів точаться суперечки. Згідно з версіями сучасні каракачани є або нащадками фраків чи аромунів, що перейшли на грецьку мову, або мають тюркське коріння.
У письмових джерелах каракачани під ім'ям саракацани вперше загадані лише наприкінці XVIII століття — на початку XIX століття, що спричинило численні спекуляції та теоретизування щодо походження каракачанів.

## Господарство і культура

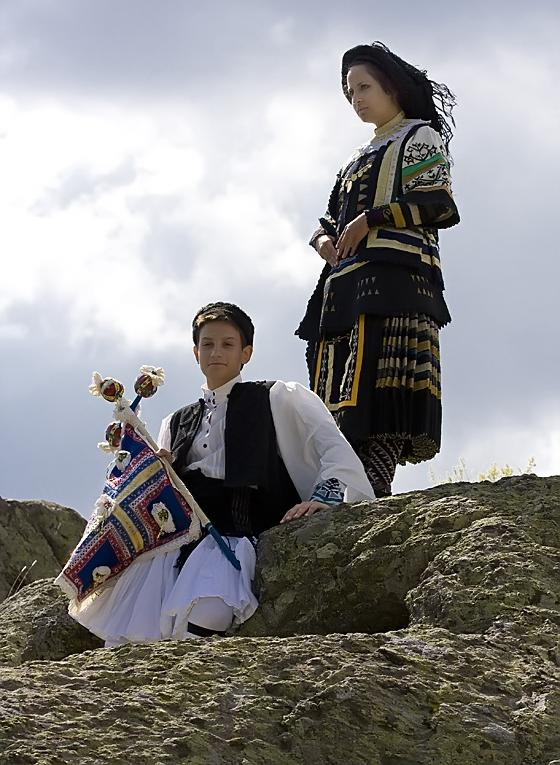
Карачани в традиційному одязі

До середини XX століття каракачани вели кочовий образ життя, займаючись відгонним скотарством.
У побуті та культурі зберігаються архаїчні риси — поділ на родові групи, застосування традиційної народної медицини (знахарство) тощо.
Згідно з твердженнями етнографа Джона Кемпбелла (John Campbell), за матеріальною культурою (житло, національний костюм тощо) каркачани не вирізняються від решти греків.
Традиційні ремесла — різьблення на дереві та вишивання, для якого характерні геометричні рослинні візерунки.
Духовна культура — фольклор каракачанів представлена піснями, танцями, народною поезією тощо. Популярний танець — характерний для Балкан хоро — хоровод.

## Виноски
1. ↑  Γεώργιος Δ. Μπαμπινιώτης (Babiniotis), Λεξικό της νέας Ελληνικής Γλώσσας Dictionary of the Modern Greek Language, Athens, 1998.
2. ↑  звіт Національної Ради Болгарії зі співробітництва з етнічних та демографічних питань, 2007. Архів оригіналу за 16 квітня 2009. Процитовано 26 березня 2008.
3. ↑  Karakachanite v Balgariya. Інтерв'ю з Танею Варбанавою //Makedoniya Newspaper, 1997-09-10
4. ↑  Campbell J. Honour, Family, and Patronage: A Study of Institutions and Moral Values in a Greek Mountain Community, Oxford, 1964. ISBN 0-19-519756-9